# Кенігсбах-Штайн
Кенігсбах-Штайн (нім. Königsbach-Stein) — громада в Німеччині, знаходиться в землі Баден-Вюртемберг. Підпорядковується адміністративному округу Карлсруе. Входить до складу району Енц.
Площа — 33,72 км2. Населення становить 10 022 ос. (станом на 31 грудня 2020).